# Inspektorat Graniczny Straży Celnej „Międzychód”

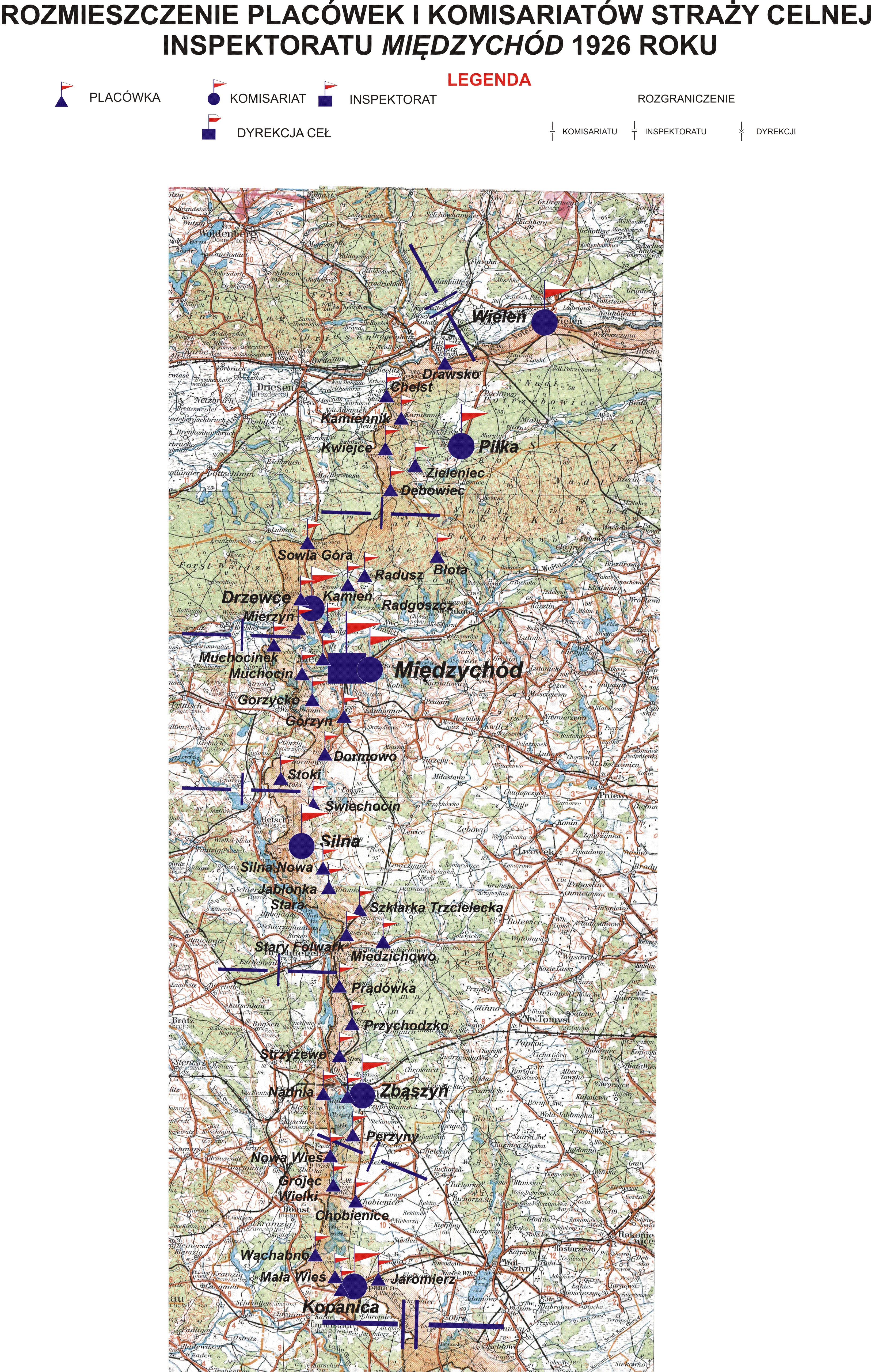
Rozmieszczenie placówek i komisariatów Straży Celnej Inspektoratu „Międzychód” w 1926

Inspektorat Straży Celnej „Międzychód” – jednostka organizacyjna Straży Celnej pełniąca służbę ochronną na granicy polsko-niemieckiej w latach 1921–1928.

## Formowanie i zmiany organizacyjne
Na wniosek Ministerstwa Skarbu, uchwałą z 10 marca 1920 roku, powołano do życia Straż Celną. Od połowy 1921 roku jednostki Straży Celnej rozpoczęły przejmowanie odcinków granicy od pododdziałów Batalionów Celnych. Proces tworzenia Straży Celnej trwał do końca 1922 roku. Inspektorat Straży Celnej „Międzychód”, wraz ze swoimi komisariatami i placówkami granicznymi, znalazł się w podporządkowaniu Dyrekcji Ceł „Poznań”. W 1926 roku w skład inspektoratu wchodziło 6 komisariatów i 40 placówek Straży Celnej.
Rozporządzeniem ministra skarbu z 30 czerwca 1927 roku rozpoczęto reorganizację Straży Celnej. Odtąd Naczelny Inspektorat Straży Celnej podlegał bezpośrednio ministrowi skarbu, a Naczelnemu Inspektoratowi podlegały inspektoraty okręgowe. Te ostatnie przejęły kompetencje dyrekcji ceł. Inspektorat Straży Celnej „Międzychód” przemianowany został na Inspektorat Graniczny Straży Celnej „Międzychód” i wszedł w podporządkowanie Wielkopolskiego Inspektoratu Okręgowego Straży Celnej .

## Służba graniczna
Sąsiednie inspektoraty
- Inspektorat Straży Celnej „Chodzież” ⇔ Inspektorat Straży Celnej „Leszno”

## Funkcjonariusze inspektoratu
Obsada personalna w 1927:
- kierownik inspektoratu – starszy komisarz Józef Jasieńczyk-Kowalski (do V 1928) → kierownik IG SG „Wronki”[10]
- pomocnik kierownik inspektoratu – komisarz Mieczysław Maśkiewicz
- funkcjonariusze młodsi:

starszy przodownik Michał Pendziński (2631)
przodownik Alojzy Matuszewski (2570)
przodownik Władysław Godziewski (17)

## Struktura organizacyjna
Organizacja inspektoratu w 1926 roku:
- komenda – Międzychód
- komisariat Straży Celnej „Kopanica”
- komisariat Straży Celnej „Zbąszyń”
- komisariat Straży Celnej „Silno”
- komisariat Straży Celnej „Międzychód”
- komisariat Straży Celnej „Piłka”
- komisariat Straży Celnej „Drzewce”